# Győri Audi ETO KC
Győri ETO KC (în maghiară Győri Egyetértés Torna Osztály Kézilabda Club, trad. Clubul de handbal al Departamentului de Gimnastică Armonia Győr) este o echipă de handbal feminin din Győr, Ungaria. Clubul este sponsorizat de firma Audi, așa că numele său oficial este Győri Audi ETO KC.
La nivel intern, ETO a câștigat 18 titluri de campioană a Ligii maghiare de handbal feminin, dintre care șapte la rând, între 2008 și 2014. De asemenea, echipa este deținătoarea a 15 Cupe ale Ungariei, câștigând 12 finale la rând între 2005 și 2016.
Formația maghiară a câștigat Liga Campionilor EHF în 2013, 2014, 2017, 2018, 2019, 2024 și 2025. În plus, Győr a jucat finala Cupei Cupelor EHF în 2006 și finala Ligii Campionilor EHF în 2009, 2012 și 2016

## Istoric

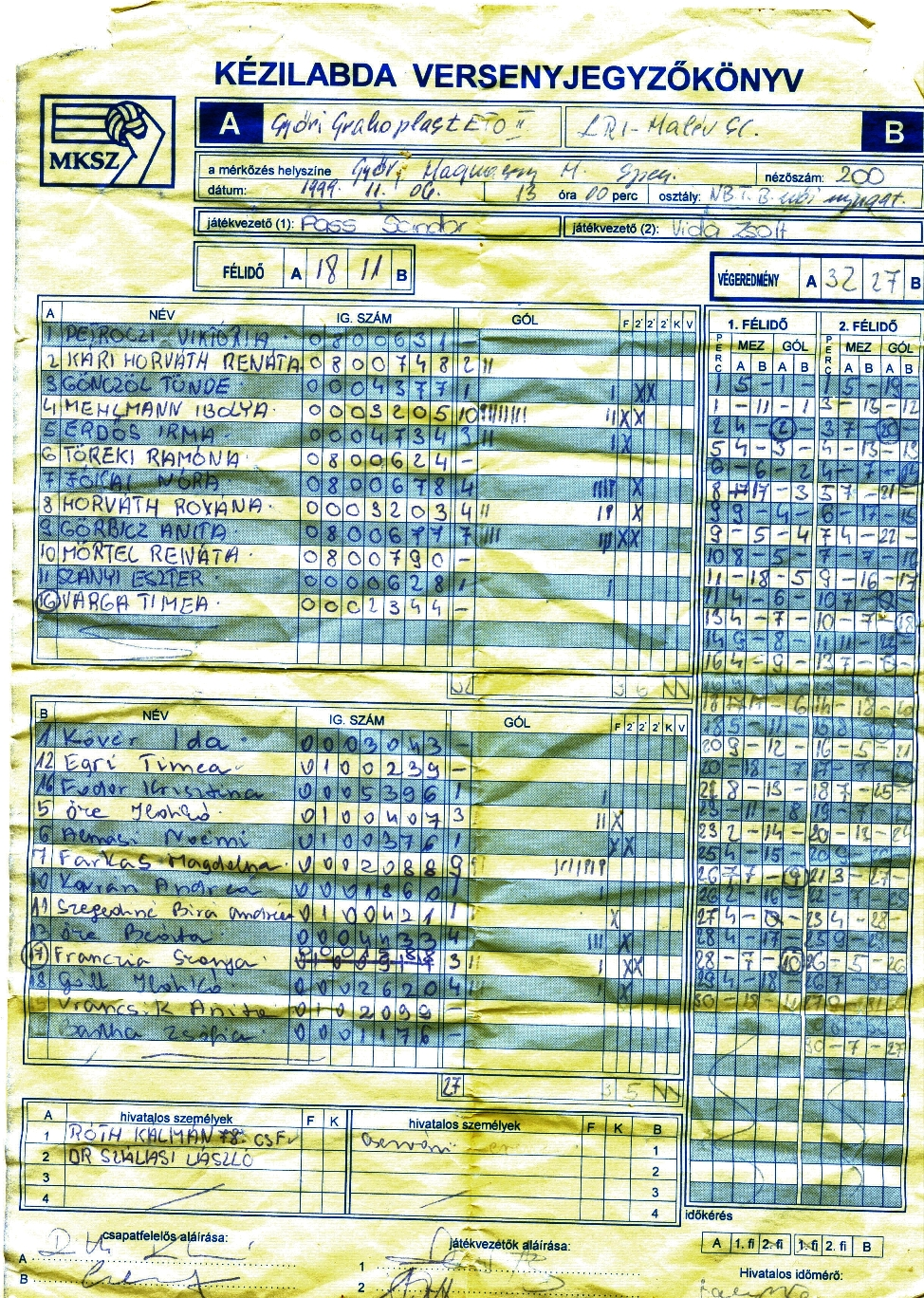
Foaie de joc a Győri Grabopast ETO

Clubul ETO a fost fondat în 1904, dar secția de handbal feminin a fost înființată abia în 1948. În 1957, echipa de handbal a câștigat pentru prima dată titlul național. Totuși, cea mai de succes perioadă a clubului a început în 2005, când Győri ETO a câștigat Campionatul și Cupa Ungariei și a jucat finala Cupei EHF. În 2006, ETO a participat din nou la o finală europeană, de data aceasta a Cupei Cupelor EHF. În 2007 și 2008, handbalistele maghiare au ajuns în semifinalele Ligii Campionilor EHF.
În 2009, Győri ETO a jucat finala Ligii Campionilor împotriva campioanei Danemarcei Viborg HK. Din cauza unei accidentări la genunchi suferite cu doar câteva zile înaintea meciului tur, căpitanul Anita Görbicz nu a putut juca în finală. Győr a învins în deplasare cu 26–24, dar a fost înfrântă în sala Veszprém Aréna cu 23–26.
În 2012, echipa a ajuns din nou în finala Ligii Campionilor EHF, unde a fost învinsă de ŽRK Budućnost Podgorica, care a înscris mai multe goluri în deplasare. ETO câștigase meciul tur pe teren propriu cu scorul de 29–27, dar adversara muntenegreană a obținut victoria cu 27–25 în retur, suficient pentru a obține trofeul.
Clubul a trecut prin mai multe schimbări de nume de-a lungul existenței sale, incluzând Győri Vasas, Győri Vasas ETO, Győri Keksz ETO, Győri Graboplast ETO și, începând cu 2005, Győri Audi ETO.

## Palmares
- Nemzeti Bajnokság I:
  - Aur (18): 1957, 1959, 2005, 2006, 2008, 2009, 2010, 2011, 2012, 2013, 2014, 2016, 2017, 2018, 2019, 2022, 2023, 2025
  - Argint: 1960, 1998, 2000, 2004, 2007, 2015, 2021, 2024
  - Bronz: 1999, 2001, 2002, 2003

- Magyar Kupa:
  -  Câștigătoare (15): 2005, 2006, 2007, 2008, 2009, 2010, 2011, 2012, 2013, 2014, 2015, 2016, 2018, 2019, 2021
  - Finalistă: 2000, 2002, 2004, 2017, 2022, 2023, 2024
  - Semifinalistă: 1993, 1994, 1996, 1999

- Liga Campionilor EHF:
  -  Câștigătoare (7): 2013, 2014, 2017, 2018, 2019, 2024, 2025
  - Finalistă: 2009, 2012, 2016, 2022
  - Semifinalistă: 2007, 2008, 2010, 2011, 2021, 2023

- Cupa Cupelor EHF:
  - Finalistă: 2006
  - Semifinalistă: 2003

- Cupa EHF:
  - Finalistă: 1999, 2002, 2004, 2005

- Cupa Challenge:
  - Sferturi de finală: 1996, 1997

## Lotul de jucătoare

### Echipa pentru sezonul 2021–22
Echipa pentru sezonul 2021–22 
| Portari - 01 Laura Glauser - 12 Amandine Leynaud - 16 Silje Solberg Extreme stânga - 06 Nadine Schatzl - 23 Csenge Fodor - 2 Fanni Gerencsér Extreme dreapta - 22 Viktória Lukács - 48 Dorottya Faluvégi - 10 Kyra Sztankovics Pivoți - 05 Linn Blohm - 07 Kari Brattset - 77 Crina Pintea | Interi stanga - 08 Anne Mette Hansen - 21 Veronica Kristiansen - 45 Noémi Háfra - 4 Eszter Ogonovsky - 80 Jelena Despotović (însărcinată) Coordonatori - 15 Stine Bredal Oftedal - 27 Estelle Nze Minko - 81 Júlia Farkas Interi dreapta - 11 Ryu Eun-hee - 55 Laura Kürthi |

### Transferuri

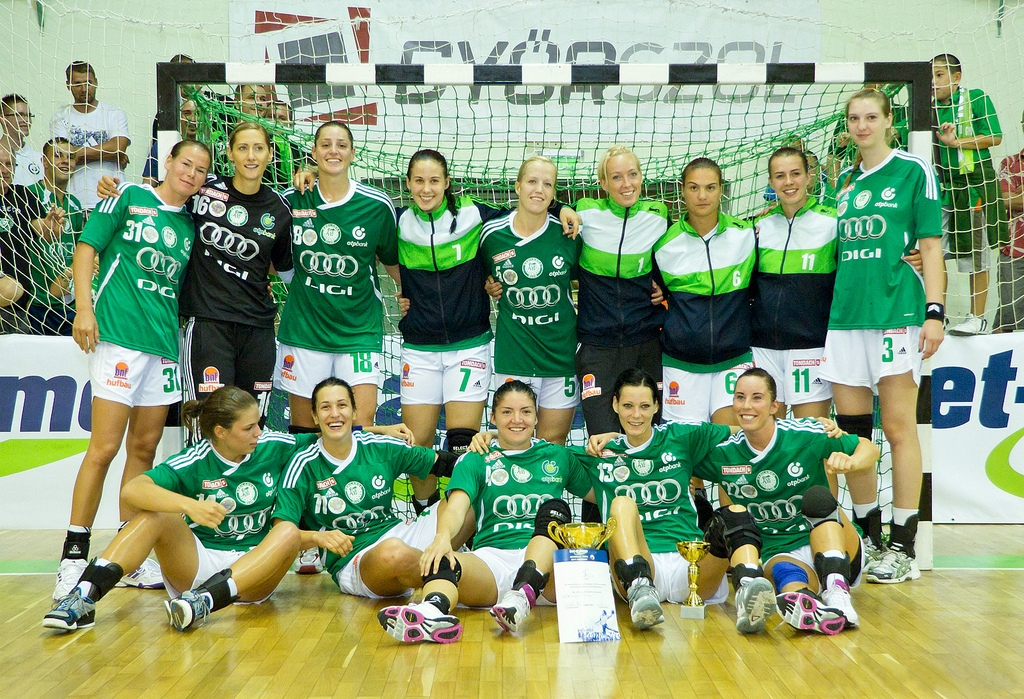
Echipa câștigătoare la Cupa Szabella 2011

## Staff tehnic
- Președinte: Anita Görbicz
- Manager: Lajos Kiss
- Director tehnic: Péter Molnár
- Antrenor principal: Ambros Martín
- Antrenor secund: Raphaëlle Tervel
- Maseur: Ádám Devecseri
- Medic: Péter Balogh
- Medic: László Szálasy

## Foste jucătoare notabile
- Anita Görbicz
- Beáta Hoffmann
- Anita Kulcsár
- Anikó Nagy
- Krisztina Pigniczki
- Anna Szántó
- Katalin Pálinger
- Anikó Kovacsics
- Orsolya Vérten
- Bojana Radulovics
- Eszter Mátéfi

## Foști antrenori notabili
- László Stéger
- Kálmán Róth
- József Vura
- Csaba Konkoly
- Karl Erik Bøhn

## Jucătoare străine
| - Andrea Bíró Némethné - Nadina Dumitru - Irma Erdős - Carmen Nițescu - Aurelia Brădeanu - Simona Gogîrlă - Ana Maria Lazer - Stăncuța Guiu - Gabriella Szabados - Ljubica Hlavata - Katarina Mraviková |  | - Katrine Lunde Haraldsen - Heidi Løke - Linn Jørum Sulland - Ida Alstad - Fitina - Irina Șirina - Anna Sen - Ana Đokić - Jovanka Radičević - Katarina Bulatović - Eduarda Amorim |  | - Simona Spiridon - Gabriela Rotiș Nagy - Jelena Grubišić - Vesna Milanović-Litre - Ana Gros - Svetlana Moskovaia - Andrea Lekić - Raphaëlle Tervel - Susann Müller - Macarena Aguilar |

## Statistici
Ultima actualizare la data de 13 iunie 2012
| Rank | Name                | Meciuri |
| ---- | ------------------- | ------- |
| 1    | Anita Görbicz       | 287     |
| 2    | Orsolya Vérten      | 252     |
| 3    | Beáta Hoffmann      | 211     |
| 4    | Katalin Pálinger    | 208     |
| 5    | Anikó Nagy          | 184     |
| 6    | Krisztina Pigniczki | 178     |
| 7    | Anita Laczó         | 165     |
| 8    | Mariann Horváth     | 161     |
| 9    | Aurelia Brădeanu    | 155     |
| 10   | Anita Kulcsár       | 142     |

| Rank | Name                | Goluri |
| ---- | ------------------- | ------ |
| 1    | Anita Görbicz       | 1664   |
| 2    | Orsolya Vérten      | 958    |
| 3    | Anikó Nagy          | 770    |
| 4    | Anita Kulcsár       | 759    |
| 5    | Aurelia Brădeanu    | 656    |
| 6    | Eszter Mátéfi       | 607    |
| 7    | Krisztina Pigniczki | 595    |
| 8    | Anita Laczó         | 592    |
| 9    | Ibolya Mehlmann     | 510    |
| 10   | Mariann Horváth     | 441    |

## Arenă
- Nume: Audi Aréna
- Oraș: Győr, Ungaria
- Capacitate: 5.500 spectatori[6]
- Adresă: H-92027 Győr, Kiskútliget